# Bumi Agung (Muaradua)
Bumi Agung is een bestuurslaag in het regentschap Ogan Komering Ulu Selatan van de provincie Zuid-Sumatra, Indonesië. Bumi Agung telt 5146 inwoners (volkstelling 2010).